# Heerak Rajar Deshe
Heerak Rajar Deshe è un film del 1980 diretto da Satyajit Ray.